# Voces (Borrenes)
Voces es una localidad del municipio de Borrenes, en El Bierzo, provincia de León, Castilla y León, España. 
Confina al N con  La Chana y Paradela de Muces, al E con Ferradillo, al S con Pombriego y Castroquilame; al SO con Yeres y al O con Las Médulas y Orellán.
- Datos: Q11076186